# Room 93
Room 93 es el EP debut de la cantautora estadounidense Halsey, publicado el 27 de octubre de 2014 por el sello discográfico Astralwerks. El proyecto fue re-digitalizado el 9 de marzo de 2015, incluyendo una versión nueva de la canción Ghost que también está incluida en el álbum debut de Halsey "Badlands".

## Lista de canciones
| N.º | Título               | Escritor(es) | Duración |  |
| 1.  | «Is There Somewhere» |              | 3:36     |  |
| 2.  | «Ghost»              |              | 2:32     |  |
| 3.  | «Hurricane»          |              | 3:43     |  |
| 4.  | «Empty Gold»         |              | 3:27     |  |
| 5.  | «Trouble»            |              | 3:35     |  |

## Posicionamiento en listas
| Estados Unidos | Billboard 200          | 159 |
| Estados Unidos | Top Heatseekers Albums | 3   |
| Estados Unidos | Top Rock Albums        | 37  |
| Estados Unidos | Top Alternative Albums | 20  |

- Datos: Q21160142